# Get Money, Stay True
Get Money, Stay True è il terzo album in studio del rapper statunitense Paul Wall, pubblicato nel 2007. 

## Tracce
1. Get Your Paper Up (feat. Yung Redd) – 3:44
2. Everybody Know Me (feat. Snoop Dogg) – 4:19
3. Break 'Em Off (feat. Lil' Keke) – 4:53
4. I'm Throwed (feat. Jermaine Dupri) – 3:52
5. Call Me What U Want (feat. Young Reed & E-Class) – 3:58
6. On the Grind (feat. Freeway & Crys Wall) – 4:11
7. Bangin' Screw – 3:34
8. How Gangstas Roll (feat. Crys Wall) – 3:52
9. That Fire (feat. Trina) – 4:40
10. Tonight (feat. Jon B.) – 4:46
11. Gimme That – 4:24
12. I'm Real, What Are You? (feat. Juelz Santana) – 4:33
13. I Ain't Hard to Find – 4:16
14. Slidin' on That Oil (feat. Expensive Taste & Unique of the Grit Boys) – 3:38

## Classifiche
| Classifica (2007) | Posizione raggiunta |
| ----------------- | ------------------- |
| Stati Uniti       | 8                   |